# Tour du Doubs 2008
Il Tour du Doubs 2008, ventitreesima edizione della corsa e valida come evento dell'UCI Europe Tour 2008 categoria 1.1, si svolse il 6 luglio 2008 su un percorso totale di 196,8 km. Fu vinto dal francese Anthony Geslin che terminò la gara in 4h38'39", alla media di 42,376 km/h.
Al traguardo 41 ciclisti portarono a termine il percorso.

## Ordine d'arrivo (Top 10)
| Pos. | Corridore           | Squadra         | Tempo    |
| ---- | ------------------- | --------------- | -------- |
| 1    | Anthony Geslin      | Bouygues Tél.   | 4h38'39" |
| 2    | Christophe Kern     | Crédit Agricole | s.t.     |
| 3    | Sébastien Duret     | Bouygues Tél.   | s.t.     |
| 4    | Pierre Cazaux       | Roubaix         | a 2"     |
| 5    | Laurent Beuret      | NGC Medical     | a 36"    |
| 6    | Jonathan Hivert     | Crédit Agricole | s.t.     |
| 7    | Guillaume Levarlet  | F. des Jeux     | a 40"    |
| 8    | Steven Tronet       | Roubaix         | a 43"    |
| 9    | Julien Simon        | Crédit Agricole | s.t.     |
| 10   | Massimiliano Maisto | NGC Medical     | s.t.     |